# 迪奥梅德 (阿拉斯加州)
迪奥梅德（英語：Diomede）是美国阿拉斯加州的一座城市，與俄羅斯聯邦相望。该市的人口在2000年为146人，2010年有115人。人口在阿拉斯加州排行第123。